# Vocal tancada posterior arrodonida
La vocal tancada posterior arrodonida es representa [u] en l'AFI, com la lletra u minúscula. És un so força freqüent als idiomes del món. Acústicament té el primer formant sobre els 300 Hz i el segon als 800 Hz.

## Característiques
- És una vocal perquè no hi ha obstrucció total del pas de l'aire.
- És una vocal oral perquè no hi ha obertura del canal nasal.
- És una vocal alta o vocal tancada perquè la base de la llengua puja a la posició més alta possible a tocar del paladar sense arribar a crear una constricció que faria considerar el so una consonant.
- És una vocal posterior perquè la llengua s'enretira a la posició més enrere possible sense arribar a crear una constricció que faria considerar el so una consonant.
- És una vocal arrodonida perquè s'articula amb els llavis premuts cap a enfora.

## En català
El català té aquest fonema. Pot representar el so de la lletra U i en determinats dialectes també el de la O en posició àtona. Quan s'ha d'accentuar porta accent tancat o agut. Pot portar també dièresi per trencar un diftong (és una vocal feble) o per marcar que s'ha de pronunciar en els dígrafs güe, güi, qüe, qüi.